# Congrès des Azerbaïdjanais du monde
Le Congrès des Azerbaïdjanais (azéri : Dünya Azərbaycanlılarının Qurultayı) du monde est un événement visant à renforcer davantage les liens avec les Azerbaïdjanais vivant à l'étranger, à assurer l'unité et la solidarité entre les Azerbaïdjanais du monde, ainsi qu'à renforcer et coordonner les activités des communautés et associations azerbaïdjanaises.

## Histoire
La première initiative de convoquer un Congrès des Azerbaïdjanais du monde date de 1992 ; ce Congrès devait être se tenir  à Bakou conformément à un décret du Président de la République d'Azerbaïdjan du 24 décembre 1992.  Le Comité d'organisation du Congrès des Azerbaïdjanais du monde a été créé par décret du Président de la République d'Azerbaïdjan Aboulfaz Eltchibeï. Cependant le congrès n'a pas eu lieu à la date prévue.
En 2001, le premier Congrès des Azerbaïdjanais du monde s'est tenu à Bakou, la capitale de l'Azerbaïdjan. Ce congrès a constitué une étape importante dans l'intégration des Azerbaïdjanais vivant à l'étranger autour d'une adhésion commune à l'idéologie de « l'Azerbaïdjanisme ». Ont participé au congrès des délégués de nombreux groupes ethniques azerbaïdjanais. Lors du congrès, les membres du Conseil de coordination des Azerbaïdjanais du monde ont été désignés et Heydar Aliyev a été élu président du Conseil. Il a été décidé que le Congrès se réunirait une fois tous les trois ans.
Le deuxième Congrès des Azerbaïdjanais du monde s'est tenu le 16 mars 2006. Le président de la République d'Azerbaïdjan Ilham Aliyev a été élu président du Conseil de coordination des Azerbaïdjanais du monde lors de ce congrès.
Le troisième Congrès des Azerbaïdjanais du monde s'est tenu le 5 juillet 2011 dans la ville de Bakou. Il a réuni 1 272 représentants. Parmi les participants au Troisième Congrès des Azerbaïdjanais du Monde figuraient également des Juifs, des Russes, des Ukrainiens, des Bulgares, des Turcs Meskhètes et des représentants d'autres groupes qui vivaient en Azerbaïdjan et qui avaient émigré pour vivre de manière permanente dans des pays étrangers. Le président azerbaïdjanais Ilham Aliyev a été réélu président du Conseil de coordination des Azerbaïdjanais du monde.
Le 3 juin 2016, la cérémonie d'ouverture officielle du quatrième Congrès des Azerbaïdjanais du monde s'est tenue au Centre Heydar Aliyev de Bakou. Les délégués du congrès ont de nouveau élu à l'unanimité le président Ilham Aliyev président du Conseil de coordination des Azerbaïdjanais du monde. Le conseil de coordination a été approuvé au congrès par 109 membres.